# Teinobasis ponapensis
Teinobasis ponapensis là một loài chuồn chuồn kim trong họ Coenagrionidae.
Teinobasis ponapensis được Lieftinck miêu tả khoa học năm 1962.